# Beatriz Pécker
Beatriz Pécker Pérez de Lama (Madrid, España; 15 de junio de 1955) es una periodista española vinculada al panorama musical.

## Biografía
Fue una de los ocho hijos del matrimonio formado por José Luis Pécker y Matilde Pérez de Lama. Su padre también fue periodista, cuya carrera estuvo vinculada a los medios de comunicación públicos en España, tanto radio como televisión; además, era sobrina nieta de la escritora radiofónica Luisa Alberca. Es hermana del periodista Carlos Pécker.
Se licenció en Ciencias de la Información y Filosofía Pura por la Universidad Complutense de Madrid. Ingresa en Radiotelevisión Española en 1977. Sus primeros pasos los da en RNE, tanto Radio 1 como Radio 3, donde conduce diferentes espacios musicales y culturales: Caravana de amigos, La Barraca, Estudio 15-17, La música del texto (1982), La tarde de todos (1985), Clásicos populares, Al día, Don Domingo, La tarde en directo (1993), Clave de sol, Los dioses de la aventura, Fiebre del sábado (1994-2006) o La plaza (2006-2007).
Entre 1988 y 1992 su rostro se hace popular cuando se aventura en la dirección y presentación primero del programa Música golfa y unos meses después del espacio de música joven de TVE, Rockopop. Más adelante, entre 1997 y 2004, colabora en el programa cultural La mandrágora. Desde ese año, además, tomó el testigo de José Luis Uribarri en la transmisión anual del Festival de la Canción de Eurovisión, que ya había retransmitido en 1987 y 1988, y de nuevo en 2004, 2005, 2006 y 2007. También fue comentarista del Festival de la Canción de Eurovisión Junior 2005 para España, de la gala conmemorativa con motivo de los 50 años del Festival de la Canción de Eurovisión –Congratulations: 50 years of the Eurovision Song Contest– junto con José María Íñigo y del Festival OTI de la Canción en 1989.
Entre 1997 y 1998 fue subdirectora de RNE y en 2003 fue nombrada directora de Radio 3 de RNE hasta 2005.
En 2005 fue galardonada con el Micrófono de Oro.
En 2007 forma parte del jurado del concurso de TVE, Lluvia de estrellas. El 24 de agosto de ese año, se acoge al expediente de regulación de empleo previsto para los trabajadores de RTVE entre el 1 de enero de 2007 y el 2 de enero de 2009, abandonando la radiotelevisión pública tras 30 años.